# Torre de Riu
La Torre de Riu és un edifici d'Alp (Baixa Cerdanya), declarat bé cultural d'interès nacional.

## Història

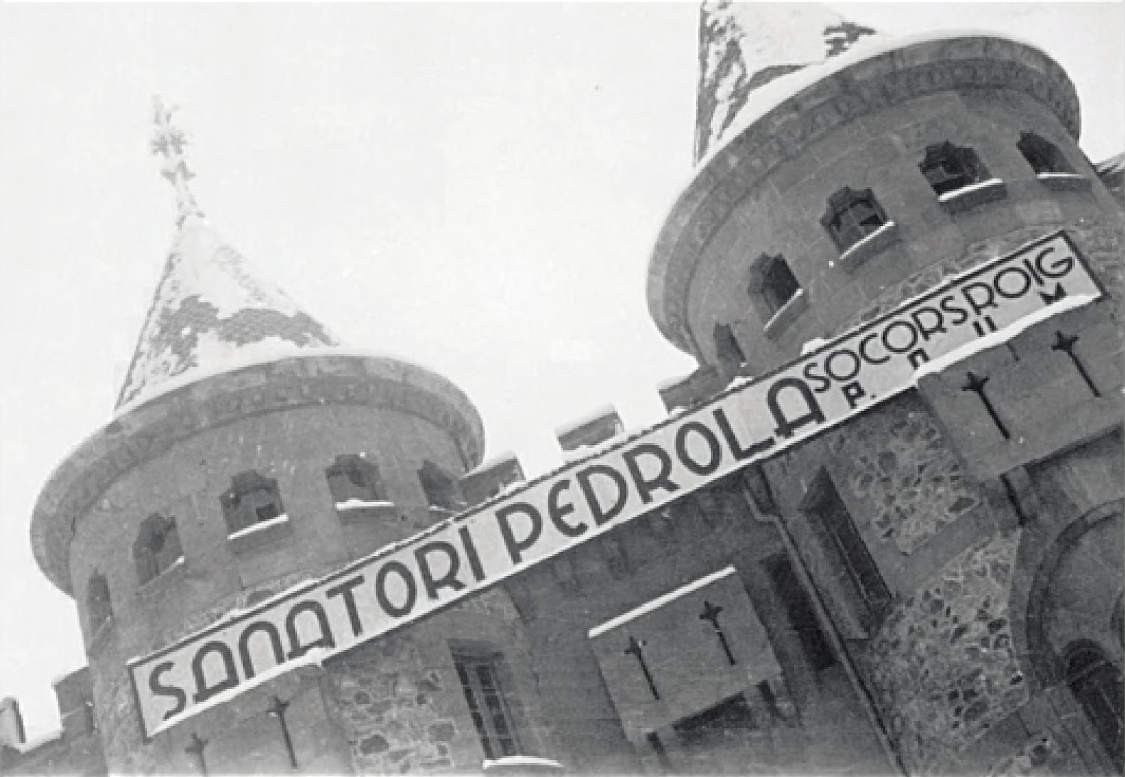
Façana del Sanatori Miquel Pedrola

Té el seu origen en una antiga torre de defensa, a la que el segle xiii se li va adossar una capella romànica. Al segle xvi era propietat de Joan de Queralt i de Ribes (1553-1611), i el 1666 fou adquirida per 5.000 lliures pel noble barceloní Francesc Pasqual i de Cadell (†1671), que en el seu testament, repartí les seves propietats pro indiviso entre els seus fills, nascuts de dos matrimonis, mentre tinguessin hereus consanguinis.
El 1863, morí sense descendència Gaietà de Planella i de Fivaller, V comte de Llar, i Eusebi d'Olzina i de Torres (1799-1878) inicià un litigi contra els seus hereus de confiança, els advocats Pere Nolasc Vives i Cebrià i Manuel Josep de Torres, per la possessió del patrimoni Pasqual i de Cadell, que finalment va guanyar. La torre va ser heretada pel seu fill Josep Nicolau d'Olzina i Ferret (1841-1924), que cap al 1895 va fer una juguesca amb els seus parents Francesc de Puig i de Sisternes i Josep Maria de Pallejà i de Bassa, III marquès de Monsolís, per a veure qui seria capaç de convertir la seva finca en el millor castell d'aire medieval des del punt de vista plàstic i funcional: el primer va triar la Torre del Riu, el segon Can Bori a Samalús, i el tercer el Mas Saleta a Sant Hilari Sacalm. D'aquesta manera, Olzina va encarregar-ne la reforma al mestre d'obres Calixte Freixa, que la va transformar en un castell senyorial de tipus francès, i la capella romànica fou enderrocada i en el seu lloc es construí una de nova, inaugurada el 1901. Finalment, però, el guanyador seria el marquès de Monsolís.
Olzina va morir el 1924, llegant la torre al seu nebot Josep Maria de Pallejà i Ferrer-Vidal (1891-1964).

### Guerra Civil Espanyola
Al començament del període bèl·lic, l'edifici fou col·lectivitzat pel POUM, convertint-lo en el Sanatori Miquel Pedrola sota el control de l'entitat Socors Roig Internacional, vinculada al mateix partit. Aquest sanatori estaria principalment dedicat a pneumologia, principalment a la tuberculosi, quedant durant cert temps sota la direcció del pneumòleg Carlos Encinas González.
Arran dels fets de Bellver d'abril del 1937 i els de maig del mateix any, els trotskistes del POUM van ser apartats del Govern de la Generalitat, iniciada la seva persecució i sense suport ni ajudes, van haver de tancar l'espai. Un temps més tard, i arran de la continuada arribada d'infants refugiats, l'espai va transformar-se en una colònia infantil, conjuntament amb altres edificis de la comarca. A partir de l'abril del 1938, en intensificar-se els bombardejos sobre la plana cerdana, les persones refugiades varen ser evacuades a lloc més segirs.
El trencament del Front d'Aragó la primavera d'aquest any i l'ocupació de part del territori català obligà les autoritats a ampliar la xarxa hospitalària militar, i el juliol, la Torre del Riu es convertí en la Clínica Militar núm. 8 de l'Agrupació de Girona, dirigida pel Lluís Vergé Mussella, substituït l'octubre pel tinent metge Josep Farràs Ebriera. Entre finals del mateix any i principis del 1939 s'hi incorporaren dos altres metges: Ramon Córdoba Rodríguez, que darrerament treballava a Puigcerdà, i Joan Civit Bellfort. Segons el testimoni de l'escriptor Artur Bladé i Desumvila, que la visità a finals del 1938, es dedicava especialment al tractament de soldats afectats de congelacions. La Clínica va mantenir les seves funcions sanitàries fins a la seva evacuació poc abans de la finalització del conflicte.

## Descripció
Està envoltada per una muralla amb merlets i una torre circular que té accés des dels jardins. De planta rectangular, consta de planta baixa i dos pisos. La façana està orientada cap a migdia, i l'entrada està flanquejada per dues torres circulars cobertes amb un alçat conoidal. Hi ha quatre garites als angles de la part superior de l'edifici, totes elles cobertes també amb alçat conoidal. Totes les obertures tenen un tractament historicista, neogòtic, amb finestres coronelles triforades, emmarcades per uns arcs cecs ogivals a sobre dels quals hi ha els escuts heràldics dels Morer, Riusech, Olzina, Feu i Ferret. A la façana nord, al costat de l'absis de la capella, hi apareixen més escuts: Olzina i Pasqual. La teulada és a quatre vessants, coberta de pissarra.